# Tony Dow
Pour les articles homonymes, voir Dow.
Tony Dow est un acteur, réalisateur et producteur américain, né le 13 avril 1945 à Hollywood (Californie) et mort le 27 juillet 2022 à Topanga (Californie).

## Filmographie

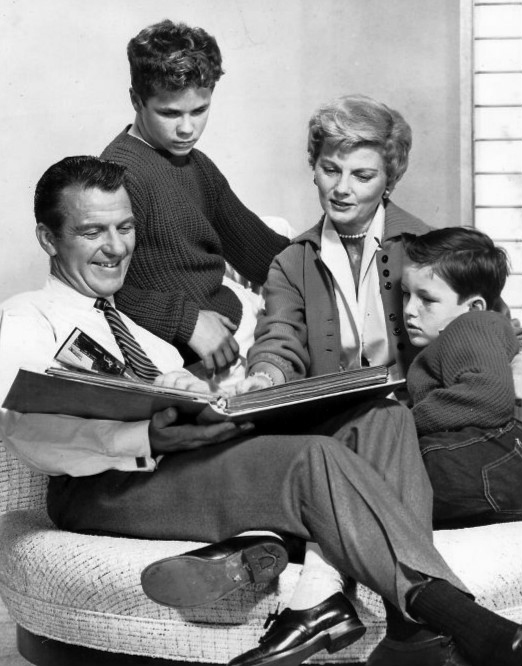
De gauche à droite : Hugh Beaumont, Tony Dow, Barbara Billingsley et Jerry Mathers dans Leave It to Beaver (1960).

### Comme acteur
- 1957-1963 : Leave It to Beaver (série télévisée, 234 épisodes) : Wally
- 1965 : Never Too Young (en) (série télévisée) : Chet
- 1972 : A Great American Tragedy (en) (TV) : Johnny
- 1975 : Death Scream (en) (TV) : Joey
- 1963 : Hôpital central (General Hospital) (série télévisée) : Ross Jeanelle (1975)
- 1977 : Hamburger film sandwich (The Kentucky Fried Movie) de John Landis : Wally (segment Courtroom)
- 1981 : The Ordeal of Bill Carney (TV) : Dr Russell
- 1983 : Still the Beaver (TV) : Wallace 'Wally' Cleaver
- 1983 : Drôle de collège (High School U.S.A.) (TV) : principal Pete Kinney
- 1987 : Back to the Beach (en) de Lyndall Hobbs (en) : Judge #1
- 1995 : The Adventures of Captain Zoom in Outer Space (en) (TV) : Producer
- 1998 : Playing Patti
- 2000 : FBI Family (Cover Me: Based on the True Life of an FBI Family) (série télévisée)

### Comme réalisateur
- 1989 : Les Nouvelles Aventures de Lassie (en) (The New Lassie) (série télévisée)
- 1990 : Swamp Thing (série télévisée)
- 1990 : Get a Life (série télévisée)
- 1991 : Harry et les Henderson (Harry and the Hendersons) (série télévisée)
- 1997 : Chérie, j'ai rétréci les gosses (Honey, I Shrunk the Kids: The TV Show) (série télévisée)
- 1999 : 2267, ultime croisade (Crusade) (série télévisée)

### Comme producteur
- 1995 : The Adventures of Captain Zoom in Outer Space (en) (TV)
- 1996 : It Came from Outer Space II (TV)